# Patricius (Usurpator)
Patricius (hebr. נטרונא – Natrona; † 351 oder 352) war ein Anführer eines jüdischen Aufstandes in der Provinz Syria Palaestina gegen den römischen Kaiser Constantius II. im Jahr 351/352.

Mit der Rebellion setzten sich die Juden nicht in erster Linie gegen die streng christlich-arianische Religionspolitik, sondern gegen das korrupte Unterdrückungsregime des in Antiochia am Orontes residierenden Kaiserstellvertreters Constantius Gallus zur Wehr. In Sepphoris (Diocaesarea) überfielen und entwaffneten die Rebellen die römische Garnison, riefen Patricius zum „König“ aus und verbreiteten den Aufstand von Galiläa aus über mehrere andere Städte Palaestinas. Gewaltakte gegen Christen sind nicht überliefert. Gallus entsandte Truppen unter dem Kommando des Ursicinus, die die Bewegung rasch und brutal niederschlugen. Die Städte Sepphoris, Tiberias und Diospolis wurden zerstört. Ein Midrasch legt nahe, dass Patricius in der Entscheidungsschlacht, die möglicherweise bei Akkon stattfand, getötet wurde.